# Lisualdo Gaspar

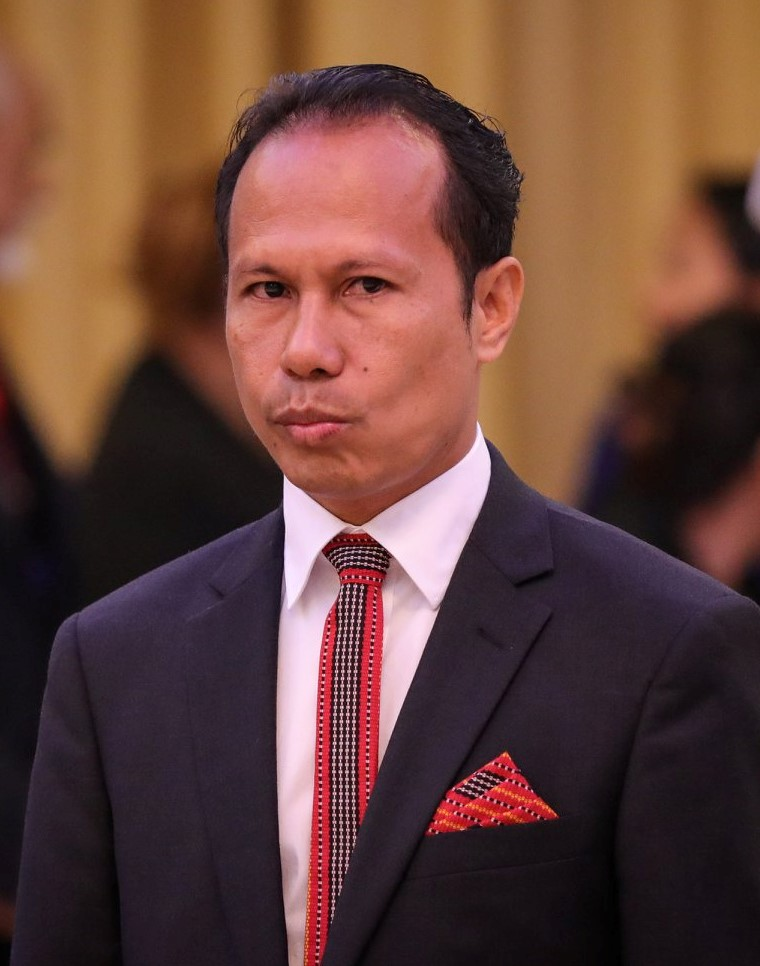
Lisualdo Gaspar (2019)

Lisualdo Gaspar ist ein osttimoresischer Diplomat.

## Werdegang
Gaspar schloss an der Universidade Nasionál Timór Lorosa’e (UNTIM) ein Studium in Vieh- und Landwirtschaft ab. Danach absolvierte er an der Australian National University (ANU) ein Master-Studium in öffentlicher Verwaltung. Von 2005 bis 2008 war er stellvertretender Sekretär der Botschaft Osttimors im australischen Canberra. Von 2011 bis 2015 leitete er in seiner Funktion als Direktor für Bilaterale Angelegenheiten im osttimoresischen Außenministerium die osttimoresische Delegation bei den Gesprächen mit Indonesien zur Festlegung der Landgrenzen. 2016 war Gaspar Direktor der Abteilung für Asien.
Bis 2019 arbeitete Gaspar als Direktor für Südostasien und Ozeanien, dann wurde er am 13. August, als Nachfolger von Cristiano da Costa, zum osttimoresischen Botschafter in Neuseeland ernannt. Am 12. November 2019 übergab Gaspar seine Akkreditierung an Neuseelands Generalgouverneurin Patsy Reddy. 2021 wurde Gaspar von Felicidade de Sousa Guterres als Botschafter abgelöst.
Am 22. Mai 2024 wurde Gaspar als neuer osttimoresischer Botschafter in Malaysia vereidigt.